# Jabberd14
jabberd14 (wcześniej znany jako jabberd) – wieloplatformowy daemon serwera Jabber. Jest to wolne oprogramowanie posiadające licencję JOSL i GPL. jabberd2 miał stanowić następcę jabberd 1.4, lecz w 2006 roku projekt ten był wciąż rozwijany.
jabberd14 v.1.6.x użyty z menadżerem połączeń klienckich jadc2s w pełni wspiera RFC 3920 ↓ i RFC 3921 ↓.
Oprogramowanie to pozwala osobom na uczestniczenie w publicznej sieci serwerów Jabber, bądź na stworzenie swojej własnej prywatnej sieci.
Jego popularność początkowo była spora, ponieważ przez pewien czas jabberd był jedynym oprogramowaniem tego rodzaju dostępnym dla użytkowników. Popularność ta spadała od kiedy powstały nowe daemony. Inspiracją do ich tworzenia była między innymi zawiła konfiguracja jabberd14 oparta na języku formalnym XML oraz problem skalowalności na dużych systemach.